# 蘇爾尤鄉
58°14′N 24°42′E / 58.233°N 24.700°E

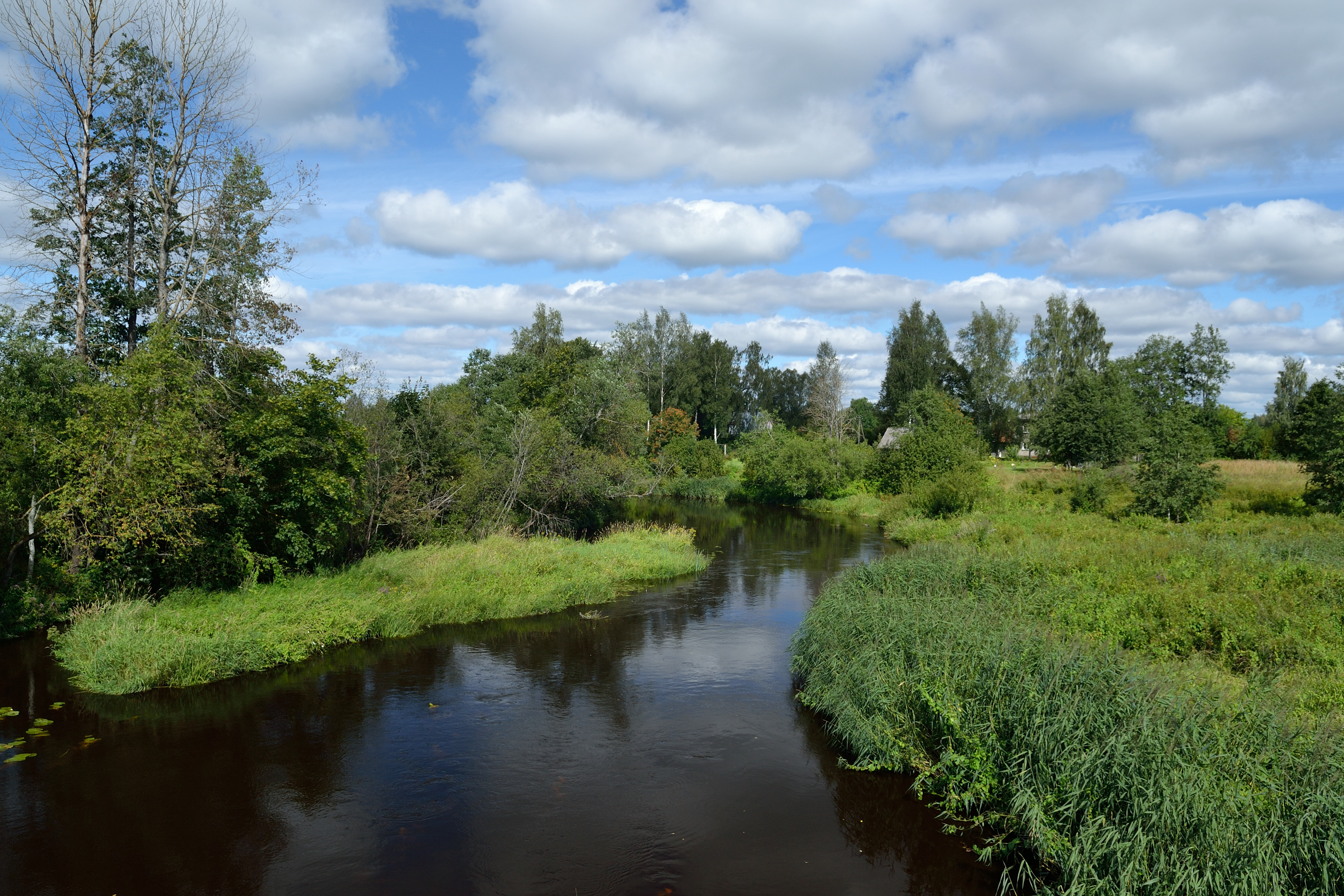
苏尔尤境内的河流

蘇爾尤鄉，曾是愛沙尼亞派爾努縣的一個鄉村型市镇，位於該國西南部，行政中心設於蘇爾尤，面積358平方公里，2006年人口1,015，人口密度每平方公里3人。
2017年爱沙尼亚行政改革后，苏尔尤市镇与原萨尔德市镇合并为新的薩爾德市镇。